# Bahía de Bullen
Bahía de Bullen (en neerlandés: Bullenbaai) es una bahía en la costa centro-oeste de la isla caribeña de Curazao, en las Antillas Menores. Cubre la sexta parte de la longitud de la costa oeste de la isla, que se extiende desde el faro de Kaap Sint Marie (Cabo Santa María) en el norte, hasta la ciudad de Sint Michiel en el sur.